# Willie Taylor
Willie Taylor, właśc. William Kay Taylor (ur. 30 listopada 1869 w Edynburgu, zm. 23 lipca 1949) – szkocki piłkarz występujący na pozycji napastnika.
W sezonie 1896/1897 sięgnął po tytuł króla strzelców Scottish Division One, zapisując na swoim koncie 12 bramek. Z zespołem Heart of Midlothian zdobył dwukrotnie mistrzostwo Szkocji (1895, 1897) oraz dwukrotnie Puchar Szkocji (1891, 1896).
W reprezentacji Szkocji wystąpił jeden raz, 2 kwietnia 1892 w przegranym 1:4 meczu British Home Championship 1892 z Anglią.